# Bettencourt-Saint-Ouen
Bettencourt-Saint-Ouen és un municipi francès situat al departament del Somme i a la regió dels Alts de França. L'any 2007 tenia 516 habitants.

## Demografia

### Població

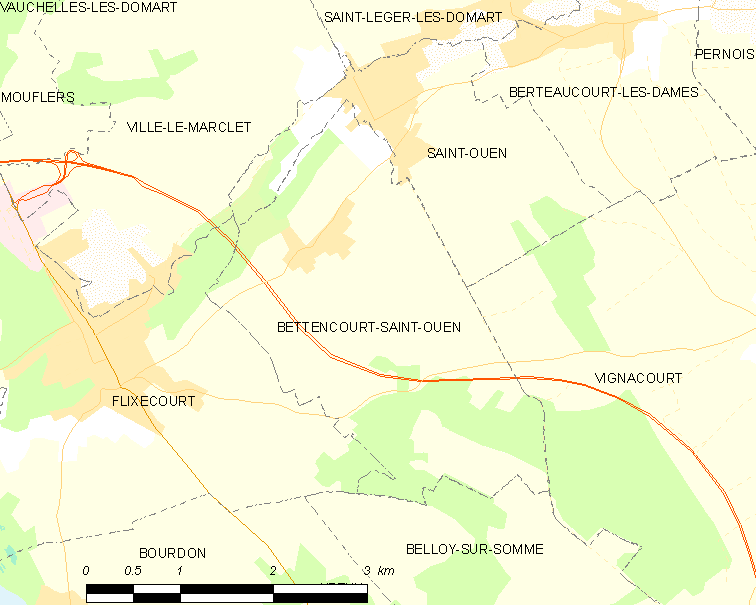

El 2007 la població de fet de Bettencourt-Saint-Ouen era de 516 persones. Hi havia 181 famílies de les quals 27 eren unipersonals (18 homes vivint sols i 9 dones vivint soles), 63 parelles sense fills, 86 parelles amb fills i 5 famílies monoparentals amb fills.
La població ha evolucionat segons el següent gràfic:
Habitants censats

### Habitatges

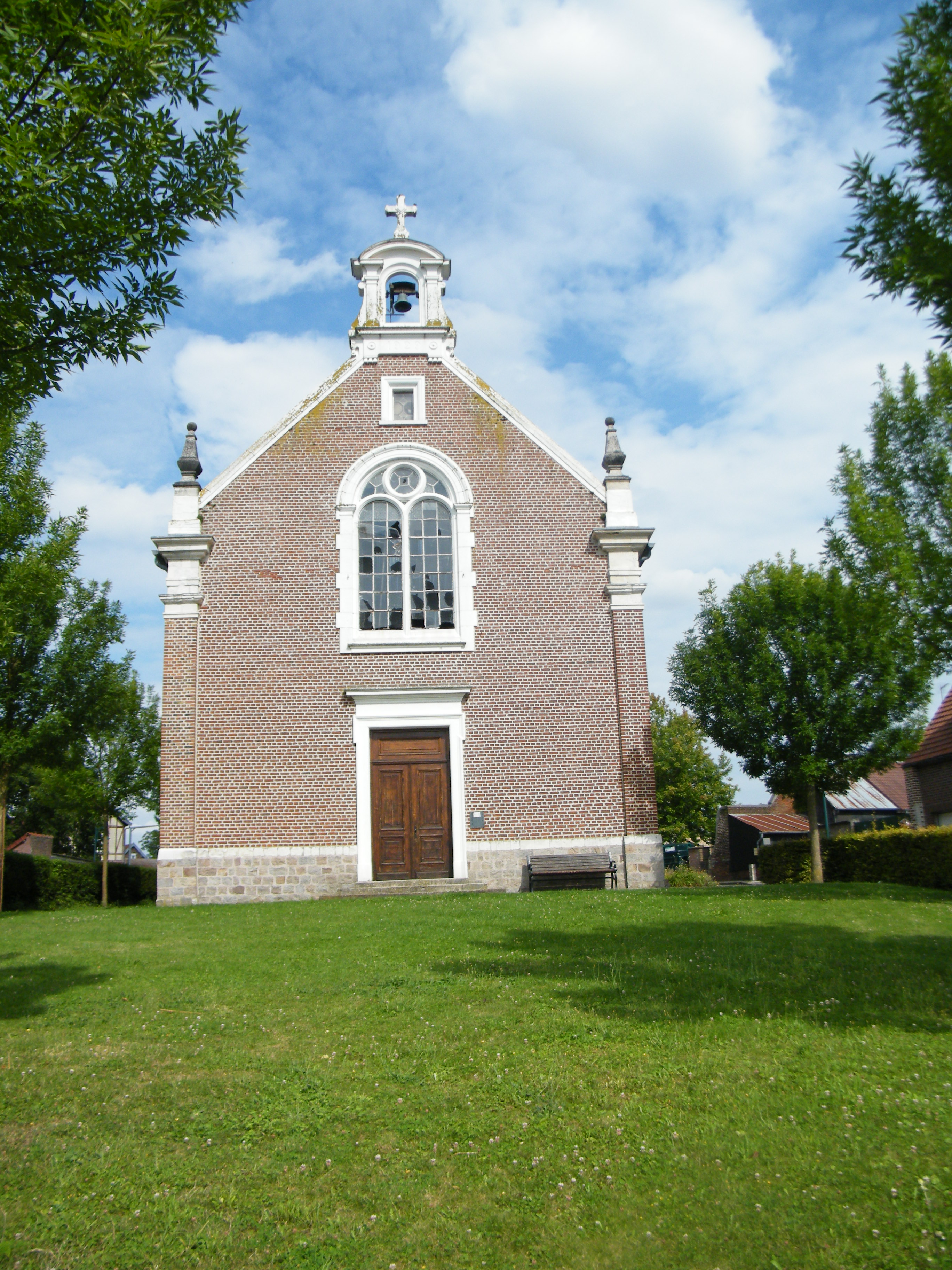

El 2007 hi havia 198 habitatges, 189 eren l'habitatge principal de la família, 7 eren segones residències i 2 estaven desocupats. 197 eren cases i 1 era un apartament. Dels 189 habitatges principals, 163 estaven ocupats pels seus propietaris, 23 estaven llogats i ocupats pels llogaters i 3 estaven cedits a títol gratuït; 7 tenien dues cambres, 34 en tenien tres, 50 en tenien quatre i 99 en tenien cinc o més. 146 habitatges disposaven pel capbaix d'una plaça de pàrquing. A 83 habitatges hi havia un automòbil i a 91 n'hi havia dos o més.

### Piràmide de població

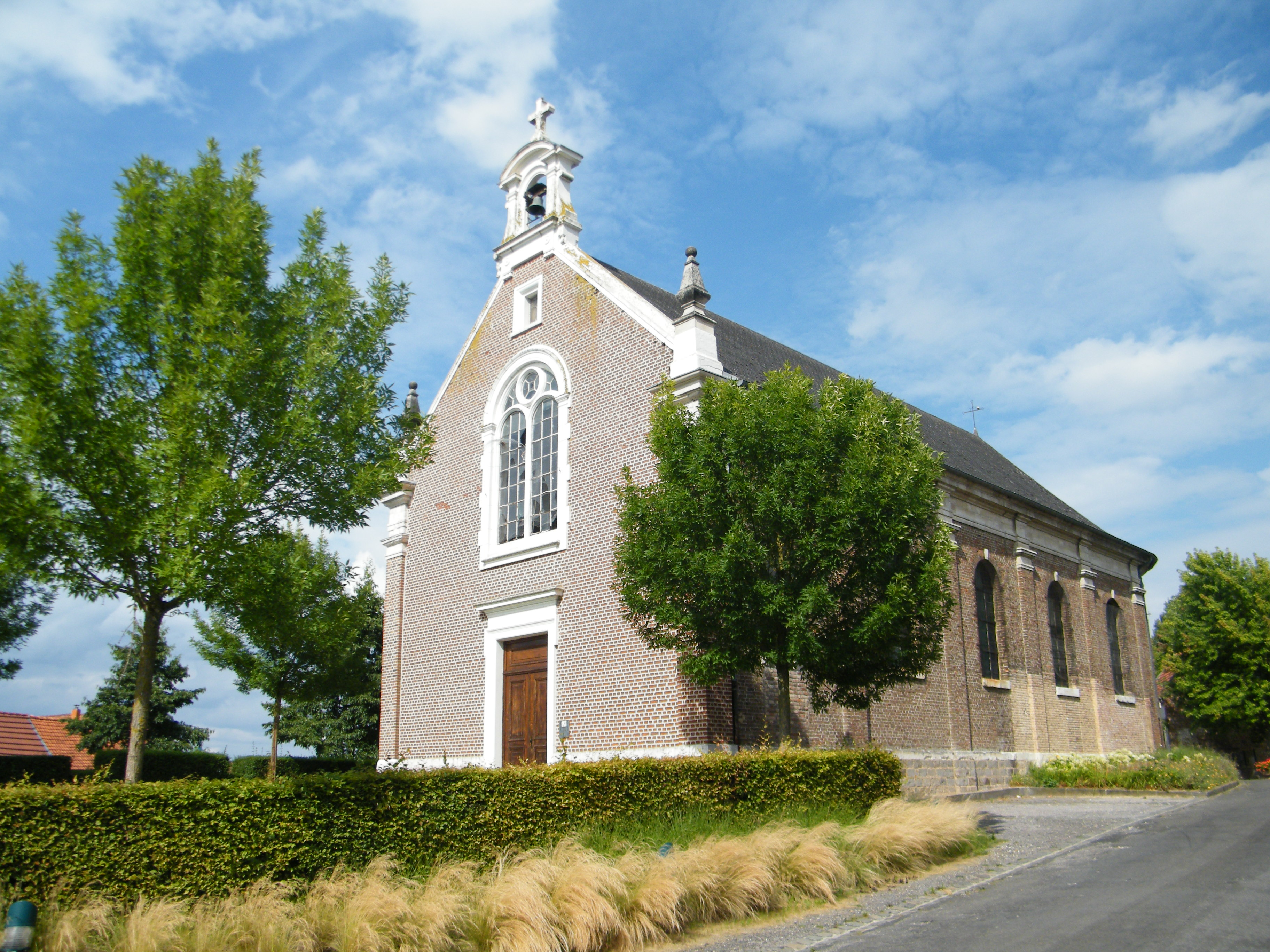

La piràmide de població per edats i sexe el 2009 era:
| Homes | Edats   | Dones |
| ----- | ------- | ----- |
| 0     | 95 o +  | 0     |
| 0     | 90 a 94 | 0     |
| 0     | 85 a 89 | 8     |
| 4     | 80 a 84 | 8     |
| 8     | 75 a 79 | 4     |
| 0     | 70 a 74 | 4     |
| 16    | 65 a 69 | 4     |
| 4     | 60 a 64 | 12    |
| 8     | 55 a 59 | 16    |
| 16    | 50 a 54 | 4     |
| 12    | 45 a 49 | 16    |
| 12    | 40 a 44 | 28    |
| 12    | 35 a 39 | 8     |
| 20    | 30 a 34 | 20    |
| 20    | 25 a 29 | 16    |
| 4     | 20 a 24 | 0     |
| 12    | 15 a 19 | 20    |
| 12    | 10 a 14 | 24    |
| 24    | 5 a 9   | 16    |
| 8     | 0 a 4   | 16    |

## Economia
El 2007 la població en edat de treballar era de 341 persones, 264 eren actives i 77 eren inactives. De les 264 persones actives 234 estaven ocupades (137 homes i 97 dones) i 31 estaven aturades (7 homes i 24 dones). De les 77 persones inactives 16 estaven jubilades, 25 estaven estudiant i 36 estaven classificades com a «altres inactius».

### Ingressos

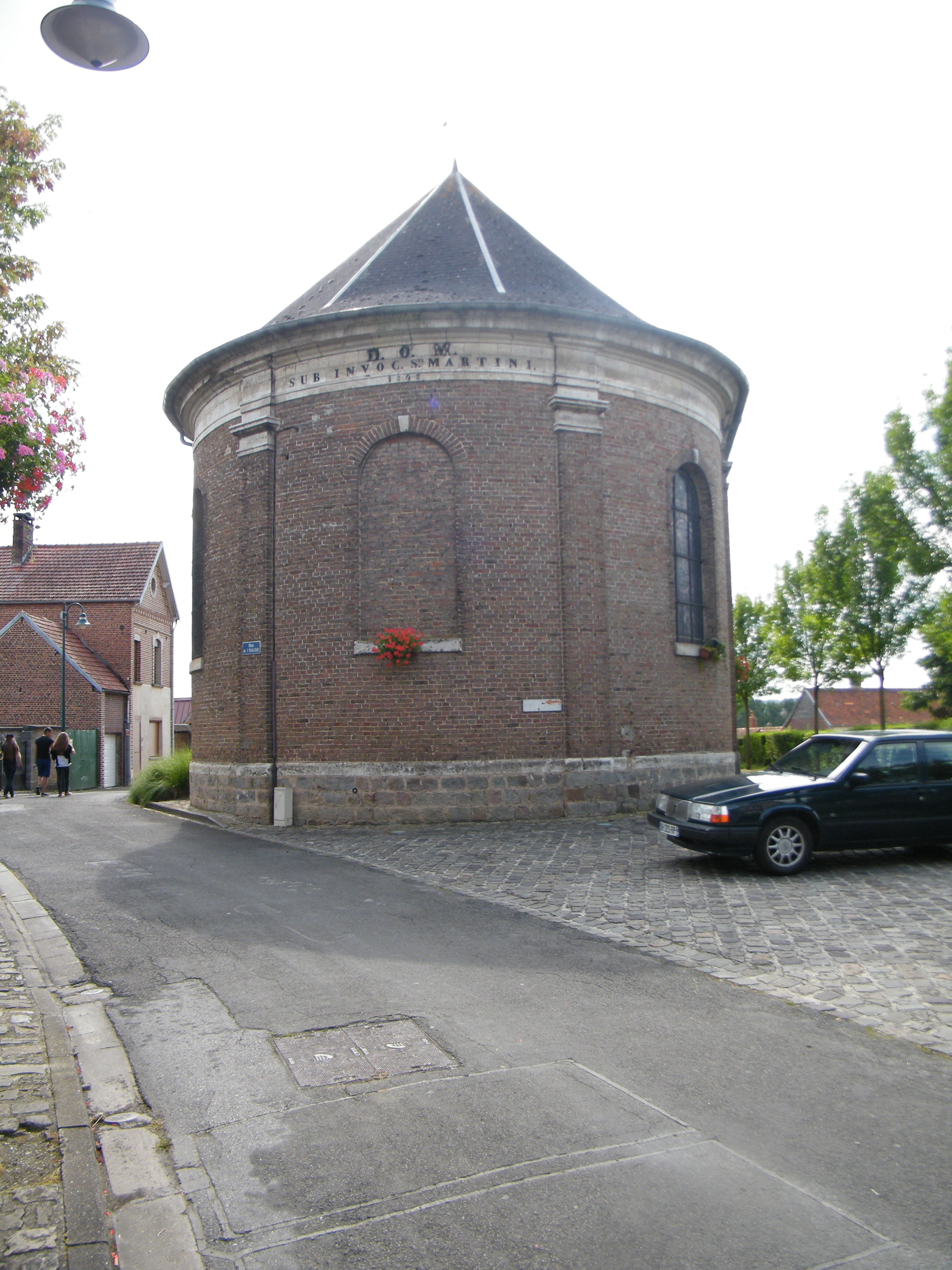

El 2009 a Bettencourt-Saint-Ouen hi havia 200 unitats fiscals que integraven 579 persones, la mediana anual d'ingressos fiscals per persona era de 16.774 €.

### Activitats econòmiques
Dels 9 establiments que hi havia el 2007, 5 eren d'empreses de construcció, 2 d'empreses de comerç i reparació d'automòbils, 1 d'una empresa de transport i 1 d'una empresa d'hostatgeria i restauració.
Dels 2 establiments de servei als particulars que hi havia el 2009, 1 era una lampisteria i 1 empresa de construcció.
L'any 2000 a Bettencourt-Saint-Ouen hi havia 6 explotacions agrícoles.

## Equipaments sanitaris i escolars

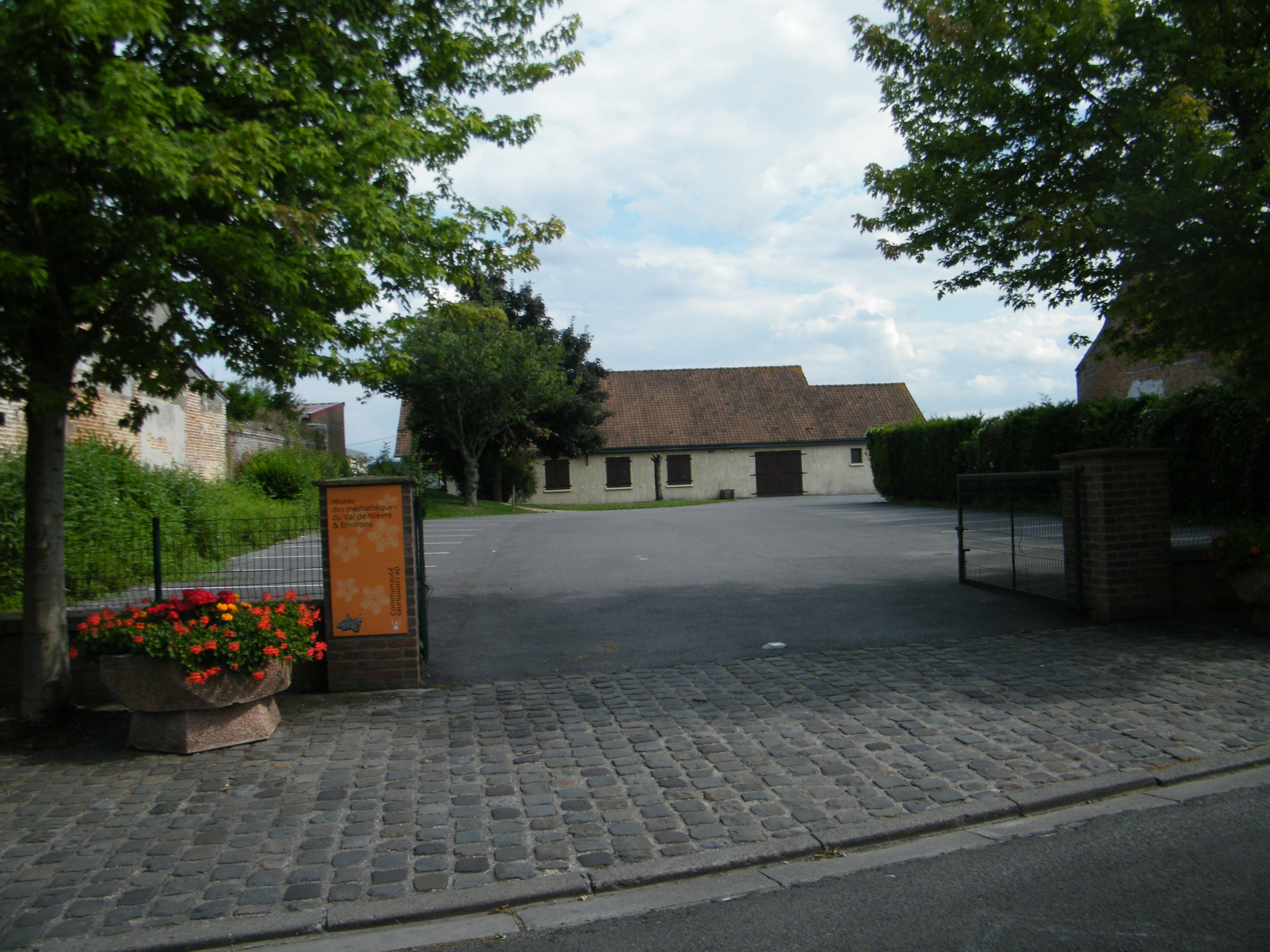

El 2009 hi havia una escola elemental.

## Poblacions més properes

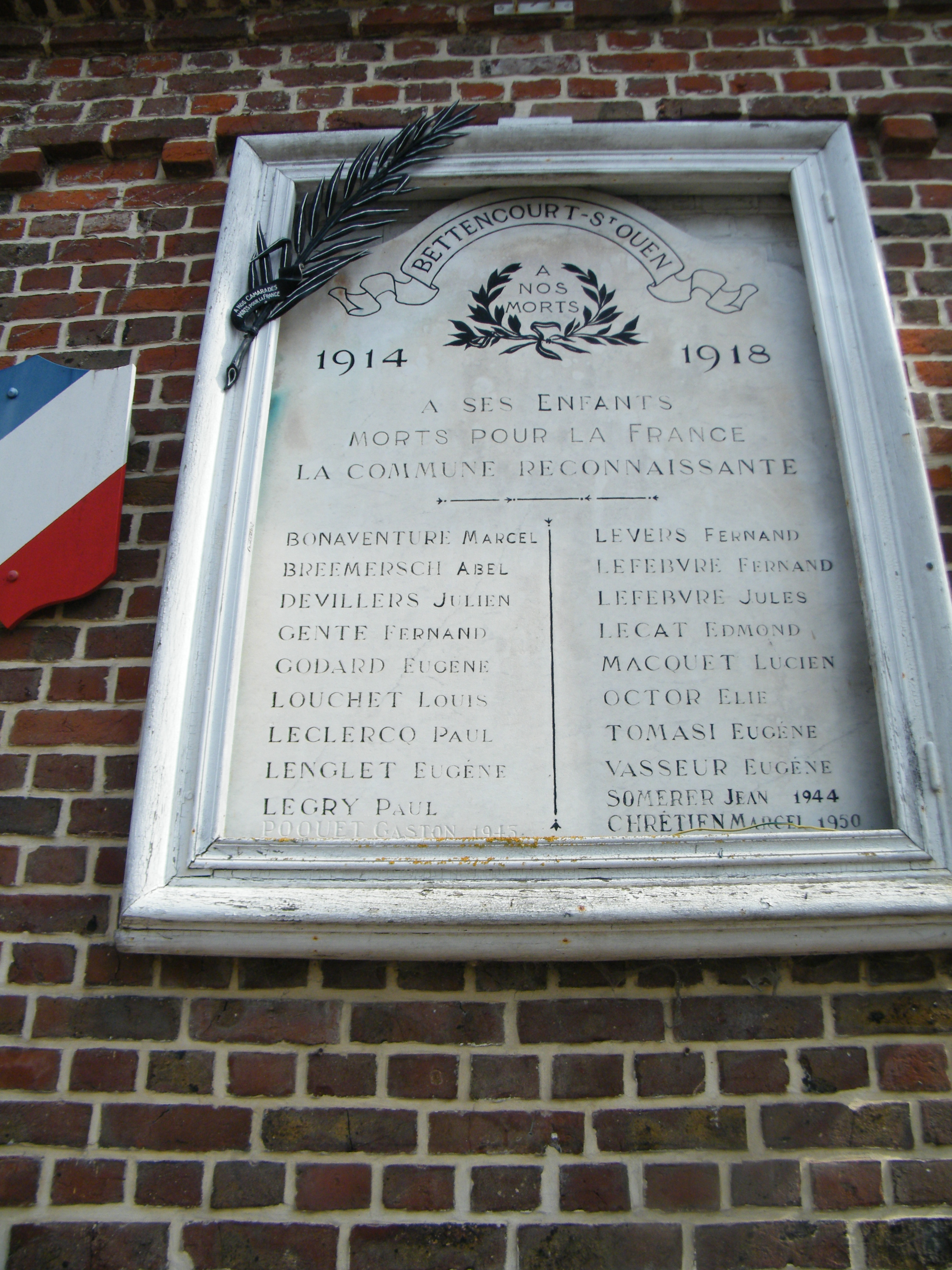

El següent diagrama mostra les poblacions més properes.